# Ultiszol
Az ultiszol egy talajrend az USDA-talajtaxonómiában, erősen kilúgozott savanyú erdőtalajok viszonylag alacsony termékenységgel. Nincsenek benne karbonátok, kevesebb mint 10% a mállott ásvány van a legfelső talajrétegben és kevesebb mint 35% a bázis telítettség a talajban. A kalcium, kálium és magnézium kilúgozódik, felszín alatti agyagfelhalmozódási horizontja gyakran erősen sárgás vagy vöröses a vasoxidok jelenléte miatt.
A jégmentes szárazföldek kb. 8%-át foglalják el.

## Alrendek
- Aquult - az év nagy részében a vízszint felszínénél vagy annak közelében lévő ultiszol.
- Humult - jó vízellátottságú ultiszol, aminek magas szerves anyag tartalma van.
- Udult - nedves éghajlat ultiszola.
- Ustult - félsivatagi és félnedves éghajlatok ultiszola.
- Xerult - mediterrán éghajlaton száraz nyarak és nedves telek hatására kialakuló ultiszol.

## Külső hivatkozások
- Ultisols. United States Department of Agriculture. [2007. október 18-i dátummal az eredetiből archiválva]. (Hozzáférés: 2008. január 4.)